# Autonomisme
 (octobre 2007).
Si vous disposez d'ouvrages ou d'articles de référence ou si vous connaissez des sites web de qualité traitant du thème abordé ici, merci de compléter l'article en donnant les références utiles à sa vérifiabilité et en les liant à la section « Notes et références ».
L'autonomisme est une doctrine politique soutenant l'acquisition ou la préservation de l'autonomie politique souvent d'une région, voire d'une nation. De façon générale, l'autonomie politique consiste en une gestion locale des territoires en limitant les actions de l'État supérieur sur des compétences définies. Pour le territoire autonome, les compétences sont plus larges qu'avec la décentralisation administrative.
On retrouve les systèmes autonomistes aussi bien dans les États à système centraliste, que dans ceux à système fédéral. Dans un système centraliste, l'autonomie politique ne remet pas en cause la souveraineté de l'État central et il n'y a donc pas de partage de souveraineté comme dans un État fédéral qui la partage avec les États fédérés.

## Terminologie et équivoques
Le Trésor de la langue française informatisé remarque que le mot « autonomisme » est synonyme et/ou antonyme de « fédéralisme », « neutralisme », « particularisme », « régionalisme », « séparatisme ».
En juin 1927, le bulletin catholique international remarque que « Le mot « autonomisme » est équivoque et peut s'appliquer à des conceptions différentes. Les distinctions sont d'autant plus nécessaires qu'il s'agit de questions brûlantes ».

## Dans le monde

### En Algérie
Le premier mouvement autonomiste Kabyle est le Mouvement pour l'autonomie de la Kabylie, né en 2001 à la suite des évènements du Printemps noir. En 2003, le MAK a opté pour une nouvelle dénomination, en remplaçant la mention « autonomie » par la mention « autodétermination ». Cependant, sur le site officiel de ce parti politique, il est clairement fait mention d'une finalité stratégique, celle de l'indépendance de la Kabylie.
Un autre mouvement politique autonomiste a vu le jour le 24 février 2017. Il s’agit du Rassemblement pour la Kabylie (RPK), créé par les animateurs du Manifeste kabyle, à l’issue d’une convention tenue dernier à Arous.
Ce nouveau mouvement se fonde, sur deux textes jugés fondamentaux : le manifeste pour la reconnaissance constitutionnelle d’un statut politique particulier de la Kabylie du 7 décembre 2014 et l’appel à la Convention politique du 30 décembre 2016. Dans ces textes sont réaffirmées “la nécessité de la redéfinition de la nation algérienne dans une vision multiculturaliste et la refondation de l’État algérien, qui doit en être l’émanation”.
Le RPK, se veut être “un lieu de rassemblement pour tous les Kabyles qui partagent le projet d’une large autonomie politique de la Kabylie dans une Algérie plurielle et démocratique”, a pour objectif politique “la reconnaissance, par l’État algérien, d’un statut particulier de la Kabylie, qui lui permettra de se doter d’institutions propres dont un Parlement et un gouvernement régional”.
Les deux principaux partis à ancrage kabyle, le FFS et le RCD, prônent quant à eux une décentralisation poussée.

### Au Canada
Au Canada, l'autonomisme est une idéologie présente au Québec visant notamment une décentralisation importante des pouvoirs fédéraux vers les États fédérés, dont l'État québécois. Elle se différencie de l'idéologie fédéraliste de par sa volonté de modifier de façon importante la constitution canadienne afin d'augmenter certains pouvoirs pour le Québec.
Jusqu'à sa dissolution en 2012, l'autonomisme québécois était une position soutenue par le parti Action démocratique du Québec. L'autonomisme est une position actuellement prônée par différents partis tels que Coalition avenir Québec et Équipe autonomiste.

### En Espagne
On retrouve cette idée dans le système des « communautés autonomes », achevé durant la transition démocratique à la fin des années 1970. Malgré une certaine autonomie régionale il existe néanmoins des mouvements autonomistes ou indépendantistes qui ne considèrent pas le système actuel comme suffisant. En effet, bien qu'il existe des institutions démocratiques au niveau des régions (ou communautés), celles-ci ont peu d'indépendance judiciaire et financière – ce qui les éloigne du système fédéral. Seuls le Pays basque et la Navarre disposent d'une pleine autonomie fiscale à travers le système des Fueros.
Les régions espagnoles sont responsables des systèmes d'éducation, santé et policière ainsi que les services de secours et le transport ferroviaire et infrastructures routières régionales. Elles disposent de quelques droits et taxes perçus directement ainsi que 50 % des impôts sur le revenu et TVA collectés dans leur région. L'éducation, la santé et la sécurité restent donc en grande partie financées par l'État central dans le cadre du système de financement des communautés.

### En France
En métropole, il existe de nombreux partis politiques autonomistes.
Depuis le XXe siècle, leurs revendications d'autonomie prenant généralement forme dans le cadre d'un fédéralisme français ou européen.[réf. nécessaire] Il s'agit surtout :
- en Bretagne :
  - Union démocratique bretonne (UDB)
  - Parti Breton (PB)
- en Alsace :
  - Unser Land : qui a eu pendant un an un conseiller général[2].
- en Lorraine :
  - Parti lorrain

Plusieurs de ces mouvements sont fédérés au sein du parti politique français de Régions et Peuples Solidaires (R&PS) et on y retrouve aussi :
- en Savoie :
  - Mouvement Région Savoie (MRS)
- en Pyrénées orientales :
  - Convergence démocratique de Catalogne
- en Corse :
  - Parti de la nation corse
- dans les pays de langue et culture occitaniques :
  - Parti occitan
- en Pyrénées Atlantiques :
  - Abertzaleen batasuna
  - Eusko alkartasuna
  - Parti nationaliste basque.

La revendication de fédéralisme différencié des Verts prend la forme de l'autonomisme en Corse et en Bretagne.
En outre-mer, et notamment dans les Collectivités où l'indépendantisme est une réelle force politique, des mouvements autonomistes se sont créés dans le camp opposé à l'indépendance mais souhaitant toutefois obtenir plus d'autogestion politique et économique et un partage de type « fédéraliste » des compétences publiques entre l'État et leur territoire. Il s'agit surtout :
- en Polynésie française :
  - Tahoeraa huiraatira : anciennement proche de l'UMP et d'inspiration néo-gaulliste.
  - Tapura Huiraatira : fédération créée en 2016 par plusieurs autonomistes, sous la présidence de Edouard Fritch
- en Nouvelle-Calédonie :
  - Avenir ensemble : parti créé en 2004 par des opposants anti-indépendantistes au Rassemblement-UMP, ses membres sont soit membres nationalement de l'UMP, du MoDem ou du Nouveau Centre.
  - Calédonie ensemble : parti dissident de l'Avenir ensemble créé en 2008.
  - Le Mouvement de la diversité (LMD) : créé en 2008 par le sénateur UMP Simon Loueckhote, ex-Rassemblement-UMP
- en Martinique :
  - le Parti Progressiste Martiniquais, créé le 23 mars 1958 par Aimé Césaire, président actuel Serge Letchimy député maire de la ville de Fort-de-France, parti nationaliste et anti-colonialiste, prône l'autonomie pour la Nation martiniquaise.
  - Le Rassemblement Démocratique Martiniquais, Fondé en 2006 par Claude Lise à la suite d'une scission avec le PPM est un parti autonomiste.
- en Guyane :
  - le Parti socialiste guyanais, fondé par Justin Catayée
  - Walwari, fondé par Christiane Taubira

### En Italie
Sur le territoire italien sont présentes plusieurs communautés qui après la Seconde Guerre mondiale ont obtenu un régime de protection des droits des minorités en forme de privilèges et d'autonomie. Les partis politiques qui représentent ces communautés sont notamment :
- Sindacato dei Popoli
- Mouvement pour les autonomies
- Bruno Lepre
- Ligue du Nord
- Parti sarde d'action (Sardaigne)
- Sardigna Natzione Indipendentzia (Sardaigne)
- Parti populaire sud-tyrolien (Province autonome de Bolzano)
- Parti autonomiste trentin et tyrolien (Trentin-Haut-Adige)
- Union valdôtaine (Vallée d'Aoste)
- UOPA (Val d'Ossola)
- Fronte Indipendentista Lombardia (Lombardie)
- Fronte Friulano - Front Furlan (Frioul)
- Liga Veneta (Vénétie)
- Partito Nazionale Veneto (Vénétie)
- Progetto Nordest (Vénétie)
- Ligue vénète République (Vénétie)
- Parti socialiste sicilien (Sicile)

À partir de 1946, la Sicile bénéficie d'un régime d'Autonomie spéciale.